# Selección de fútbol sub-17 de Alemania
La selección de fútbol sub-17 de Alemania es la selección que representa al país en los torneos categoría sub-17 y es controlada por la Federación Alemana de Fútbol.

## Historial
Es una selección que aparece constantemente en los mundiales y Eurocopas de la categoría, habiendo ganado una vez la Copa Mundial y en cuatro ocasiones la Eurocopa.

## Palmarés
- Copa Mundial de Fútbol Sub-17:
  -  Campeón (1): 2023.
  -  Subcampeón (1): 1985.
  -  Tercero (2): 2007, 2011.
- Eurocopa Sub-17:
  -  Campeón (4): 1984, 1992, 2009, 2023.
  -  Subcampeón (5): 1982, 1991, 2011, 2012, 2015.
  -  Tercero (5): 1995, 1997, 1999, 2016, 2017.

## Participaciones

### Mundial Sub-17
| Fase final | Fase final       | Fase final      | Fase final      | Fase final      | Fase final      | Fase final      | Fase final      | Fase final      | Fase final      | Fase final      | Fase final                | Fase final |
| Edición    | Resultado        | Posición        | PJ              | PG              | PE              | PP              | GF              | GC              | Dif.            | Pts.            | Goleador                  |            |
| ---------- | ---------------- | --------------- | --------------- | --------------- | --------------- | --------------- | --------------- | --------------- | --------------- | --------------- | ------------------------- | ---------- |
| 1985       | Subcampeón       | 2.ª             | 6               | 3               | 1               | 1               | 13              | 11              | +2              | 10              | Marcel Witeczek: 8        |            |
| 1987       | No se clasificó  | No se clasificó | No se clasificó | No se clasificó | No se clasificó | No se clasificó | No se clasificó | No se clasificó | No se clasificó | No se clasificó | No se clasificó           |            |
| 1989       | No se clasificó  | No se clasificó | No se clasificó | No se clasificó | No se clasificó | No se clasificó | No se clasificó | No se clasificó | No se clasificó | No se clasificó | No se clasificó           |            |
| 1991       | Cuartos de final | 8.ª             | 4               | 1               | 1               | 2               | 6               | 8               | -2              | 4               | Jaekel y Sarna: 2         |            |
| 1993       | No se clasificó  | No se clasificó | No se clasificó | No se clasificó | No se clasificó | No se clasificó | No se clasificó | No se clasificó | No se clasificó | No se clasificó | No se clasificó           |            |
| 1995       | Fase de grupos   | 12.ª            | 3               | 1               | 0               | 2               | 3               | 6               | -3              | 3               | Bugera, Brezina y Rost: 1 |            |
| 1997       | Cuarto lugar     | 4.ª             | 6               | 2               | 2               | 2               | 6               | 7               | -1              | 8               | Silvio Adzic: 2           |            |
| 1999       | Fase de grupos   | 13.ª            | 3               | 0               | 2               | 1               | 1               | 2               | -1              | 2               | Leonhard Haas: 1          |            |
| 2001       | No se clasificó  | No se clasificó | No se clasificó | No se clasificó | No se clasificó | No se clasificó | No se clasificó | No se clasificó | No se clasificó | No se clasificó | No se clasificó           |            |
| 2003       | No se clasificó  | No se clasificó | No se clasificó | No se clasificó | No se clasificó | No se clasificó | No se clasificó | No se clasificó | No se clasificó | No se clasificó | No se clasificó           |            |
| 2005       | No se clasificó  | No se clasificó | No se clasificó | No se clasificó | No se clasificó | No se clasificó | No se clasificó | No se clasificó | No se clasificó | No se clasificó | No se clasificó           |            |
| 2007       | Tercer lugar     | 3.ª             | 7               | 5               | 1               | 1               | 20              | 11              | +9              | 16              | Toni Kroos: 5             |            |
| 2009       | Octavos de final | 13.ª            | 4               | 1               | 1               | 2               | 10              | 10              | 0               | 4               | Götze y Thy: 3            |            |
| 2011       | Tercer lugar     | 3.ª             | 7               | 6               | 0               | 1               | 24              | 9               | +15             | 18              | Samed Yesil: 6            |            |
| 2013       | No se clasificó  | No se clasificó | No se clasificó | No se clasificó | No se clasificó | No se clasificó | No se clasificó | No se clasificó | No se clasificó | No se clasificó | No se clasificó           |            |
| 2015       | Octavos de final | 12.ª            | 4               | 2               | 0               | 2               | 9               | 5               | +4              | 6               | Johannes Eggestein: 4     |            |
| 2017       | Cuartos de final | 7.ª             | 5               | 3               | 0               | 2               | 11              | 7               | +4              | 9               | Fiete Arp: 5              |            |
| 2019       | No se clasificó  | No se clasificó | No se clasificó | No se clasificó | No se clasificó | No se clasificó | No se clasificó | No se clasificó | No se clasificó | No se clasificó | No se clasificó           |            |
| 2023       | Campeón          | 1.ª             | 7               | 5               | 2               | 0               | 18              | 9               | +9              | 17              | Paris Brunner: 5          |            |
| 2025       | Por definirse    | Por definirse   | Por definirse   | Por definirse   | Por definirse   | Por definirse   | Por definirse   | Por definirse   | Por definirse   | Por definirse   | Por definirse             |            |
| Total      | 11/19            | 7.ª             | 56              | 30              | 9               | 17              | 121             | 85              | +36             | 186             | Marcel Witeczek: 8        |            |

### Eurocopa Sub-17
| Año   | Ronda                                      | J                                          | G                                          | E                                          | P                                          | GF                                         | GC                                         |
| ----- | ------------------------------------------ | ------------------------------------------ | ------------------------------------------ | ------------------------------------------ | ------------------------------------------ | ------------------------------------------ | ------------------------------------------ |
| 2002  | Cuartos de final                           | 4                                          | 2                                          | 2                                          | 0                                          | 9                                          | 4                                          |
| 2003  | No clasificó                               | No clasificó                               | No clasificó                               | No clasificó                               | No clasificó                               | No clasificó                               | No clasificó                               |
| 2004  | No clasificó                               | No clasificó                               | No clasificó                               | No clasificó                               | No clasificó                               | No clasificó                               | No clasificó                               |
| 2005  | No clasificó                               | No clasificó                               | No clasificó                               | No clasificó                               | No clasificó                               | No clasificó                               | No clasificó                               |
| 2006  | Cuarto lugar                               | 5                                          | 2                                          | 2                                          | 1                                          | 9                                          | 2                                          |
| 2007  | Quinto lugar                               | 4                                          | 2                                          | 1                                          | 1                                          | 6                                          | 4                                          |
| 2008  | No clasificó                               | No clasificó                               | No clasificó                               | No clasificó                               | No clasificó                               | No clasificó                               | No clasificó                               |
| 2009  | Campeón                                    | 5                                          | 5                                          | 0                                          | 0                                          | 13                                         | 2                                          |
| 2010  | No clasificó                               | No clasificó                               | No clasificó                               | No clasificó                               | No clasificó                               | No clasificó                               | No clasificó                               |
| 2011  | Subcampeón                                 | 5                                          | 2                                          | 1                                          | 2                                          | 6                                          | 8                                          |
| 2012  | Subcampeón                                 | 5                                          | 4                                          | 1                                          | 0                                          | 7                                          | 1                                          |
| 2013  | No clasificó                               | No clasificó                               | No clasificó                               | No clasificó                               | No clasificó                               | No clasificó                               | No clasificó                               |
| 2014  | Fase de grupos                             | 3                                          | 0                                          | 1                                          | 2                                          | 1                                          | 3                                          |
| 2015  | Subcampeón                                 | 6                                          | 4                                          | 1                                          | 1                                          | 9                                          | 4                                          |
| 2016  | Semifinal                                  | 5                                          | 3                                          | 1                                          | 1                                          | 11                                         | 5                                          |
| 2017  | Semifinal                                  | 5                                          | 4                                          | 1                                          | 0                                          | 17                                         | 2                                          |
| 2018  | Fase de grupos                             | 3                                          | 1                                          | 0                                          | 2                                          | 4                                          | 8                                          |
| 2019  | Fase de grupos                             | 3                                          | 1                                          | 0                                          | 2                                          | 4                                          | 5                                          |
| 2020  | Cancelado debido a la pandemia de COVID-19 | Cancelado debido a la pandemia de COVID-19 | Cancelado debido a la pandemia de COVID-19 | Cancelado debido a la pandemia de COVID-19 | Cancelado debido a la pandemia de COVID-19 | Cancelado debido a la pandemia de COVID-19 | Cancelado debido a la pandemia de COVID-19 |
| 2021  | Cancelado debido a la pandemia de COVID-19 | Cancelado debido a la pandemia de COVID-19 | Cancelado debido a la pandemia de COVID-19 | Cancelado debido a la pandemia de COVID-19 | Cancelado debido a la pandemia de COVID-19 | Cancelado debido a la pandemia de COVID-19 | Cancelado debido a la pandemia de COVID-19 |
| 2022  | Cuartos de final                           | 4                                          | 3                                          | 0                                          | 1                                          | 10                                         | 3                                          |
| 2023  | Campeón                                    | 6                                          | 4                                          | 2                                          | 0                                          | 16                                         | 5                                          |
| 2024  | No clasificó                               | No clasificó                               | No clasificó                               | No clasificó                               | No clasificó                               | No clasificó                               | No clasificó                               |
| 2025  | Fase de grupos                             | 3                                          | 1                                          | 0                                          | 2                                          | 5                                          | 5                                          |
| Total | 15/22                                      | 66                                         | 38                                         | 13                                         | 15                                         | 127                                        | 61                                         |

## Últimos partidos y próximos encuentros
Actualizado al último partido jugado el 25 de marzo de 2025
| Fecha      | Ciudad   | Local      | Resultado | Visitante    | Competición          |
| ---------- | -------- | ---------- | --------- | ------------ | -------------------- |
| 20-03-2025 | Bradford | Inglaterra | 0:0       | Alemania     | Partido amistoso     |
| 23-03-2024 | Burton   | Alemania   | 3:2       | Italia       | Partido amistoso     |
| 25-03-2024 | Burton   | Alemania   | 1:0       | Países Bajos | Partido amistoso     |
| 19-05-2025 | Elbasan  | Alemania   | 0:3       | Francia      | Eurocopa Sub-17 2025 |
| 22-05-2025 | Elbasan  | Albania    | 0:4       | Alemania     | Eurocopa Sub-17 2025 |
| 25-05-2025 | Tirana   | Portugal   | 2:1       | Alemania     | Eurocopa Sub-17 2025 |

## Jugadores

### Última convocatoria
Convocatoria para el Mundial Sub-17 de 2023.